# Lijst van Indiase films
Dit is een lijst van bekende Indiase films, in chronologische volgorde.

## 1930-1939
- Alam Ara (1931)
- Noor Jahan (1931)
- Romantic Prince (1931)
- Samaj Ka Shikar (1931)
- Satywadi Raja Harischandra (1931)
- Shakuntala (1931)
- Shirin Farhad (1931)
- Trapped (1931)
- Ayodhya Ka Raja (1932)
- Pati Bhakti (1932)
- Pavitra Ganga (1932)
- Ram Vilas (1932)
- Sati Sone (1932)
- Shravan Kumar (1932)
- Shyam Sunder (1932)
- Subah Ka Sitara (1932)
- Subhadra Haran (1932)
- Devdas (1935)
- Baazigar (1938)
- Baghban (1938)
- Brahmachari (1938)
- Gramophone Singer (1938)
- Lutaru Lalna (1938)
- Madhrat Ke Mehman (1938)
- Madhur Milan (1938)
- Nirmala (1938)
- Prem Samadhi (1938)
- Prithvi Putra (1938)
- Professor Waman M S C (1938)
- Punarjanam (1938)
- Purnima (1938)
- Raja Gopichand (1938)
- Sharif Daku (1938)
- State Express (1938)
- Stree (1938)
- Street Singer (1938)
- Sunehra Baal (1938)
- Aadmi (1939)
- Aap Ki Marzi (1939)
- Actress Kyon Bani (1939)
- Adhuri Kahani (1939)
- Badi Didi (1939)
- Baghi (1939)
- Durga (1939)
- Dushman (1939)
- Hero No. 1 (1939)
- Hukum Ka Ikka (1939)
- Imperial Mail (1939)
- India In Africa (1939)
- Kahan Hai Manzil Teri (1939)
- Kangan (1939)
- Khuni Jadugar (1939)
- Ladies Only (1939)
- Leatherface (1939)
- Madhur Bansari (1939)
- Mard (1939)
- Mera Watan (1939)
- Meri Aankhen (1939)
- Midnight Mail (1939)
- Nadi Kinare (1939)
- Nav Jeevan (1939)
- Pati Patni (1939)
- Payame Haq (1939)
- Prem Ki Jyoti (1939)
- Prem Sagar (1939)
- Pucca Badamash (1939)
- Pukar (1939)
- Punjab Mali (1939)
- Ran Sangram (1939)
- Ratna Lutari (1939)
- Rise (1939)
- Rukmini (1939)
- Sadhna (1939)
- Sadhu Ya Shaitan (1939)
- Sansar Sagar (1939)
- Sant Tulsidas (1939)
- Sapera (1939)
- Sasar Naiya (1939)
- Service Ltd (1939)
- Sitara (1939)
- Son Of Aladdin (1939)
- Sunehri Toli (1939)
- Taqdeer Ki Tope (1939)
- Thokar (1939)
- Thunder (1939)
- Veer Ghatotkach (1939)

## 1940-1949
- Aaj Ka Hindustan (1940)
- Aaj Ki Duniya (1940)
- Achhut (1940)
- Aflatoon Aurat (1940)
- Alakh Niranjan (1940)
- Anuradha (1940)
- Apni Nagaria (1940)
- Aurat (1940)
- Azad (1940)
- Bahu Rani (1940)
- Bandhan (1940)
- Bharosa (1940)
- Geeta (1940)
- Haiwan (1940)
- Hamara Desh (1940)
- Hind Ka Lal (1940)
- Hindustan Hamara (1940)
- Holi (1940)
- Kanyadan (1940)
- Kum Kum The Dancer (1940)
- Laxmi (1940)
- Madari Mohan (1940)
- Main Hari (1940)
- Mard-E-Punjab (1940)
- Matwali Meera (1940)
- Mausafir (1940)
- Narsi Bhagat (1940)
- Nartaki (1940)
- Nirali Duniya (1940)
- Pagal (1940)
- Pak Daman (1940)
- Pooja (1940)
- Prem Nagar (1940)
- Punar Milan (1940)
- Pyar (1940)
- Rangila Jawan (1940)
- Rani Sahiba (1940)
- Reshmi Sari (1940)
- Sajni (1940)
- Samsherbaz (1940)
- Sandesha (1940)
- Sanskar (1940)
- Sardar (1940)
- Saubhagya (1940)
- Sneh Bandhan (1940)
- Suhaag (1940)
- Thief Of Qatar (1940)
- Toofan (1940)
- Zindagi (1940)
- Sikander (1941)
- Parineeta (1942)
- Mahal (1949)

## 1950-1959
- Awaara (1951)
- Devdas (1955)
- Jhanak Jhanak Payal Baaje (1955)
- Shree 420 (1955)
- Jagte Raho (1956)
- Do Aankhein Barah Haath (1957)
- Mother India (1957)

## 1960-1969
- Mughal-e-Azam (1960)
- Sahib Bibi Aur Ghulam (1962)
- Bandini (1963)
- Sangam (1964)
- Guide (1965)
- Waqt (1965)
- Teesri Manzil (1966)
- An Evening in Paris (1967)
- Aradhana (1969)

## 1970-1979
- Mera Naam Joker (1970)
- Abhimaan (1973)
- Bobby (1973)
- Yaadon ki Baaraat (1973)
- Zanjeer (1973)
- Deewaar (1975)
- Jai Santoshi Maa (1975)
- Sholay (1975, ook wel: Flames)
- Chitchor (1976)
- Amar Akbar Anthony (1977)
- Gol Maal (1979)
- Sargam (1979)
- The Great Gambler (1979)

## 1980-1989
- Shaan (1980)
- Kalyug (1981)
- Jaane Bhi Do Yaaron (1983)
- Masoom (1983)
- Woh Saat Din (1983)
- Swarg Se Sundar (1986)
- Mr. India (1987)
- Qayamat Se Qayamat Tak (1988)
- Salaam Bombay! (1988)
- Chandni (1989)
- Maine Pyar Kiya (1989)

## 1990-1999
- Jo Jeeta Wohi Sikander (1991)
- Roja (1992)
- Hum Aapke Hain Koun (1994)
- Dilwale Dulhania Le Jayenge (1995)
- Rangeela (1995)
- Maachis (1996)
- Border (1997)
- Dil To Pagal Hai (1997)
- Virasat (1997)
- Dil Se (1998)
- Hum Dil De Chuke Sanam (1999)
- Taal (1999)

## 2000-2009
- Fiza (2000)
- Hera Pheri (2000)
- Kaho Naa... Pyaar Hai (2000)
- Mohabbatein (2000)
- 16 December (2001)
- Dil Chahta Hai (2001)
- Gadar (2001)
- Kabhi Khushi Kabhie Gham (2001)
- Lagaan: Once Upon a Time in India (2001)
- Devdas (2002) (2002)
- Saathiya (2002)
- Baghban (2003)
- Kal Ho Naa Ho (2003)
- Koi... Mil Gaya (2003)
- Munnabhai M.B.B.S. (2003)
- The Hero: Love Story of a Spy (2003)
- Bride & Prejudice (2004)
- Dhoom (2004)
- Lakshya (2004)
- Main Hoon Na (2004)
- Mujhse Shaadi Karogi (2004)
- Vaah! Life Ho To Aisi (2004)
- Veer-Zaara (2004)
- 15 Park Avenue (2005)
- Black (2005)
- Bunty Aur Babli (2005)
- Jurm (2005)
- The Rising: Ballad of Mangal Pandey (2005)
- No Entry (2005)
- Salaam Namaste (2005)
- Sarkar (2005)
- Socha Na Tha (2005)
- Yasmin (2005)
- Aryan the unbreakable (2006)
- Banaras (2006)
- Chup Chup Ke (2006)
- Fanaa (2006)
- Fight Club - Indian version (2006)
- Jawani Diwani - A Youthful Joyride (2006)
- Kabhi Alvida Naa Kehna (2006)
- Krrish (2006)
- Malamal Weekly (2006)
- Mr. Prime Minister (2006)
- Rang de Basanti (2006)
- Shaadi Se Pehle (2006)
- Taxi 9211 (2006)
- Tom Dick Harry (2006)

## 2010-2019
- Dabangg (2010)
- Enthiran (2010)
- Bodyguard (2011)
- Ek Tha Tiger (2012)
- Rowdy Rathore (2012)
- Dabangg 2 (2012)
- Zanjeer (2013)
- The Lunchbox (2013)
- Aashiqui 2 (2013)
- Chennai Express (2013)
- Dhoom 3 (2013)
- Kick (2014)
- PK (2014)
- Angry Indian Goddesses (2015)
- Parched (2015)
- Bajrangi Bhaijaan (2015)
- Baahubali: The Beginning (2015)
- Sairat (2016)
- Kabali (2016)
- Sultan (2016)
- Dangal (2016)
- Golmaal Again (2017)
- Mersal (2017)
- Baahubali 2: The Conclusion (2017)
- Tiger Zinda Hai (2017)
- Baaghi 2 (2018)
- 2.0 (2018)
- K.G.F: Chapter 1 (2018)
- Sarkar (2018)
- Padmaavat (2018)
- Rangasthalam (2018)
- Bharat Ane Nenu (2018)
- Simmba (2018)
- Saaho (2019)
- Bigil (2019)
- Uri - The Surgical Strike (2019)
- War (2019)
- Lucifer (2019)
- Sye Raa Narasimha Reddy (2019)

## 2020-2029
- Tanhaji: The Unsung Warrior (2020)
- Ala Vaikunthapurramuloo (2020)
- Baaghi 3 (2020)
- Shubh Mangal Zyada Saavdhan (2020)
- Sarileru Neekevvaru (2020)
- Malang (2020)
- Roohi (2021)
- Master (2021)
- Bellbottom (2021)
- Roberrt (2021)
- Sooryavanshi (2021)
- 83 (2021)
- Chandigarh Kare Aashiqui (2021)
- Pushpa: The Rise (2021)
- Akhanda (2021)
- Uppena (2021)
- Annaatthe (2021)
- Maanaadu (2021)
- Valimai (2022)
- Etharkkum Thunindhavan (2022)
- RRR (2022)
- The Kashmir Files (2022)
- K.G.F: Chapter 2 (2022)
- Jawan(2023)
- Pathaan (2023)
- Animal (2023)
- Gadar 2 (2023)
- Salaar: Part 1 – Ceasefire (2023)
- Jailer (2023)
- Leo (2023)
- Kalki 2898 AD (2024)
- Stree 2 (2024)
- Hanu-Man (2024)